# Canada aux Jeux olympiques d'hiver de 1972
Le Canada participe aux Jeux olympiques d'hiver de 1972, organisés à Sapporo au Japon. Cette nation prend part aux Jeux olympiques d'hiver pour la onzième fois en onze éditions. La délégation canadienne, formée de 47 athlètes (29 hommes et 18 femmes), obtient une médaille d'argent et se classe au dix-septième rang du tableau des médailles.

## Médaillé
| Médaille                           | Athlète         | Sport               | Épreuve       |
| ---------------------------------- | --------------- | ------------------- | ------------- |
| Médaille d'argent, Jeux olympiques | Karen Magnussen | Patinage artistique | Simple femmes |